# Sericostoma flavicorne
Sericostoma flavicorne är en nattsländeart som beskrevs av Schneider 1845. Sericostoma flavicorne ingår i släktet Sericostoma och familjen krumrörsnattsländor. Inga underarter finns listade i Catalogue of Life.